# Migori
Migori è un centro abitato del Kenya, capoluogo dell'omonima contea.